# Dòlar de les Bermudes
El dòlar de les Bermudes (en anglès Bermuda dollar o, simplement, dollar) és la moneda de Bermudes, territori d'ultramar britànic. El codi ISO 4217 és BMD i normalment s'abreuja $, o BD$ per diferenciar-la del dòlar dels Estats Units i d'altres tipus de dòlars. Se subdivideix en 100 cents.
És equivalent al dòlar estatunidenc, però no és utilitzable fora de l'arxipèlag. Abans del 1970, les Bermudes utilitzaven la lliura esterlina.
Emès per l'Autoritat Monetària de les Bermudes (Bermuda Monetary Authority), en circulen monedes d'1, 5, 10, 25 i 50 cents i 1 dòlar, i bitllets de 2, 5, 10, 20, 50 i 100 dòlars.

## Taxes de canvi
- 1 EUR = 1,46 BMD (25 d'abril del 2011)
- 1 USD = 1 BMD (taxa fixa)